# Édouard Frank
Édouard Frank, né en 1934, est un magistrat et homme d'État centrafricain. Il exerce les fonctions de Premier ministre au début des années 1990.

## Biographie
Magistrat formé en France, il préside la cour constitutionnelle de la République centrafricaine. En 1986-1987, il préside le procès de Jean-Bedel Bokassa.
Il exerce ensuite les fonctions de d'Ambassadeur de la Centrafrique en France, puis de ministre chargé des relations avec le Parlement. 
Du 15 mars 1991 au 4 décembre 1992, il est Premier ministre du Président Kolingba.